# Jallouli Farès
Jallouli Farès (arabe : جلولي فارس), né le 6 mars 1909 à El Hamma et décédé le 28 octobre 2001 dans la même ville, est un homme d'État tunisien.
Figure du mouvement national, il est nommé ministre dans le gouvernement de Tahar Ben Ammar avant d'être élu président de l'Assemblée constituante puis de l'Assemblée nationale après l'indépendance du pays.

## Biographie

### Figure indépendantiste
Jallouli Farès se lance tôt dans le combat politique pour l'indépendance de la Tunisie et devient vite l'une des figures du Néo-Destour : il fait partie de son bureau exécutif dès 1939.
Durant la Seconde Guerre mondiale, il fait partie du bureau politique du parti qui se focalise sur la résistance clandestine (1939-1941). Au lendemain du conflit, il relance la presse nationaliste après de longues années de censure : il fait paraître un nouveau périodique en janvier 1947, La Tunisie vous parle, qui s'adresse aux politiques français et dont le but est de revendiquer l'indépendance.
Par la suite, il voyage au Caire, où se constitue une union des partis indépendantistes du Maghreb, puis se rend en France pour présenter le problème tunisien auprès des partis et des organisations de défense des droits de l'homme.
Le 28 août 1948, il quitte Paris pour Le Caire, avec Salah Ben Youssef, pour rencontrer Habib Bourguiba, président du parti qui a fui la Tunisie, et le tenir informé de leurs contacts avec les autorités françaises. Durant les années suivantes, il poursuit son rôle d'instructeur et de responsable au sein du Néo-Destour et pilote la révolte armée avec Farhat Hached.
Lors du désaccord violent opposant Bourguiba et Ben Youssef, Farès confirme son soutien à Bourguiba et à sa stratégie des étapes[réf. nécessaire].

### Construction de l'État
Le 17 septembre 1955, Jallouli Farès est nommé ministre de l'Éducation. Le 25 mars 1956, il est élu dans la circonscription de Gabès-Djerba pour siéger à l'Assemblée constituante. Élu président de l'assemblée, Bourguiba démissionne pour être nommé Premier ministre le 11 avril. Farès lui succède le 17 et dirige les travaux de l'assemblée jusqu'à sa dissolution consécutive à la proclamation de la Constitution de 1959. C'est lui qui organise la destitution du bey de Tunis et la déclaration de la république.
Il devient ensuite le premier président de l'Assemblée nationale et siège au bureau exécutif du Néo-Destour.
Jallouli Farès soutient Zine el-Abidine Ben Ali lorsque celui-ci destitue le président Bourguiba. Il préside dès lors le Conseil des résistants et des grands militants du Rassemblement constitutionnel démocratique, dont les membres sont désignés en « hommage à leur fidélité au parti et aux services rendus à la patrie ». Il meurt dans sa ville natale d'El Hamma le 28 octobre 2001.

## Hommages
Son nom figure de nos jours dans la liste des héros et militants de la guerre et celle des combattants d'El Hamma. C'est pourquoi l'État tunisien lui a rendu hommage lors des cérémonies du cinquantenaire de l'indépendance de la Tunisie, le 20 mars 2006.

## Distinctions
- Grand cordon de l'Ordre de la République (Tunisie)[8].